# Bumba (genre)
Pour les articles homonymes, voir Bumba (homonymie).
Genre
Synonymes
- Iracema Pérez-Miles, 2000 nec Triques, 1996
- Maraca Pérez-Miles, 2006 nec Hebard, 1926

Bumba est un genre d'araignées mygalomorphes de la famille des Theraphosidae.

## Distribution
Les espèces de ce genre se rencontrent en Amérique du Sud.

## Liste des espèces
Selon World Spider Catalog (version 22.5, 30/11/2021) :
- Bumba cuiaba Lucas, Passanha & Brescovit, 2020
- Bumba horrida (Schmidt, 1994)
- Bumba humilis (Vellard, 1924)
- Bumba lennoni Pérez-Miles, Bonaldo & Miglio, 2014
- Bumba mineiros Lucas, Passanha & Brescovit, 2020
- Bumba paunaka Ferretti, 2021
- Bumba rondonia Lucas, Passanha & Brescovit, 2020
- Bumba tapajos Lucas, Passanha & Brescovit, 2020

## Systématique et taxinomie
Ce genre a été décrit sous le nom de Iracema par Fernando Pérez-Miles en 2000 mais ce nom était préoccupé par Iracema Triques, 1996, un genre de poissons. Le nom de remplacement Maraca lui a été donné par Fernando Pérez-Miles en 2006 mais celui-ci était préoccupé par Maraca Hebard, 1926, un genre de blattes. Il est finalement renommé Bumba par Pérez-Miles, Bonaldo et Miglio en 2014.

## Publications originales
- Pérez-Miles, Bonaldo & Miglio, 2014 : « Bumba, a replacement name for Maraca Pérez-Miles, 2005 and Bumba lennoni, a new tarantula species from western Amazonia (Araneae, Theraphosidae, Theraphosinae). » ZooKeys, no 448, p. 1-8.
- Pérez-Miles, 2000 : « Iracema cabocla new genus and species of a theraphosid spider from Amazonic Brazil (Araneae, Theraphosidae). » Journal of Arachnology, vol. 28, p. 141–148 (texte intégral).
- Pérez-Miles, 2006 : « A replacement name for Iracema Pérez-Miles 2000 (Araneae, Theraphosidae). » Journal of Arachnology, vol. 34, p. 247 (texte intégral).